# Маквей, Хью
Хью Маквей (англ. Hugh McVay; 29 апреля 1766, Южная Каролина — 9 мая 1851, Бирмингем, Алабама) — 9-й губернатор штата Алабама а с 17 июля по 30 ноября 1837 года.

## Биография
Родился в Южной Каролине. Маквей переехал на территорию Миссисипи и представлял округ Мэдисон в Законодательном собрании Алабамы с 1811 по 1818 год. Затем он переехал в округ Лодердейл и представлял округ Лодердейл на Конституционном съезде Алабамы 1819 года. Маквей жил в районе Марс-Хилл, штат Алабама, и похоронен там.

## Конгресс Алабамы
Маквей был членом Палаты представителей Алабамы с 1820 по 1825 год. Затем он работал в Сенате штата Алабама с 1825 по 1844 год.

## Губернатор Алабамы
Маквей был избран спикером Сената в 1836 году и стал исполняющим обязанности губернатора Алабамы в 1837 году, когда губернатор Клемент К. Клей был избран в Сенат Соединенных Штатов. Маквей занимал пост губернатора с июля по ноябрь 1837 г., когда губернатор Артур П. Бэгби вступил в должность.